# Bohdan Nikiszyn
Bohdan Serhijowycz Nikiszyn (ukr. Богдан Сергійович Нікішин, ur. 29 maja 1980 w Dniepropetrowsku) – ukraiński szpadzista, pięciokrotny medalista mistrzostw świata.
W 1999 roku zdobył srebrny medal drużynowo na mistrzostwach świata juniorów w Keszthely.
Podczas mistrzostw świata w Turynie w 2006 roku Ukraińcy w składzie: Dmytro Czumak, Dmytro Kariuczenko, Maksym Chworost i Bohdan Nikiszyn zdobyli drużynowo brązowy medal. W tej samej konkurencji zdobył następnie złoto na mistrzostwach świata w Moskwie w 2015 roku oraz srebro na mistrzostwach świata w Budapeszcie w 2013 roku i mistrzostwach świata w Budapeszcie w 2019 roku. Ponadto zdobył brązowy medal w turnieju indywidualnym na mistrzostwach świata w Wuxi w 2018 roku. Wyprzedzili go tylko Francuz Yannick Borel i Wenezuelczyk Rubén Limardo.
Wystartował na igrzyskach olimpijskich w Atenach w 2004 roku, gdzie drużynowo był piąty, a indywidualnie zajął 34. miejsce. Na rozgrywanych cztery lata później igrzyskach olimpijskich w Pekinie drużynowo był siódmy, a indywidualnie zajął 28. miejsce. Następnie wystąpił na igrzyskach olimpijskich w Rio de Janeiro w 2016 roku, zajmując drużynowo czwarte miejsce, a indywidualnie dziesiąte. Brał też udział w igrzyskach olimpijskich w Tokio w 2020 roku, gdzie drużynowo był szósty, a indywidualnie dziewiętnasty.
Zdobywał drużynowo srebro na mistrzostwach Europy w Lipsku (2010) i mistrzostwach Europy w Tbilisi (2017) oraz brązowe na mistrzostwach Europy w Legnano (2012), mistrzostwach Europy w Zagrzebiu (2013) i mistrzostwach Europy w Toruniu (2016). Ponadto wywalczył brązowe medale na mistrzostwach Europy w Toruniu (2016) i mistrzostwach Europy w Novim Sadzie (2018).